# سيلفستر لويس
سيلفستر لويس (بالإنجليزية: Sylvester Lewis)‏ هو عازف جاز أمريكي، ولد في 19 أكتوبر 1908، وتوفي في 1974.